# Louis Boutan
Louis Marie-Auguste Boutan (6. března 1859 Versailles – 6. dubna 1934 Tigzirt) byl francouzský biolog a fotograf. Byl průkopníkem v oblasti podvodní fotografie.

## Životopis
Narodil se jako syn Augustina Boutana ve Versailles a vystudoval biologii a přírodní historii na univerzitě v Paříži. V roce 1880 byl jmenován zástupcem vedoucího organizace francouzské výstavy na mezinárodní výstavě v Melbourne. V Austrálii pak zůstal 18 měsíců, cestoval po kontinentu a identifikoval nové druhy zvířat. V roce 1886 byl Boutan jmenován maître de conférences na univerzitě v Lille. Ve stejném roce se naučil potápět. V roce 1893 byl jmenován profesorem na Laboratoire Arago. Během toho roku se svým bratrem Augustem vyvinuli vybavení pro podvodní fotografii. V článku v časopisu The Illustrated Monthly Magazine popsal svůj aparát. Článek obsahoval ilustraci jedné z jeho fotografických kamer a několik podvodních snímků. Boutan vyvinul zábleskovou žárovku, kterou bylo možné používat pod vodou. Později pro osvětlení používal uhlíková oblouková světla.
V roce 1898 vydal první knihu o podvodní fotografii La Photographie sous-marine et les programes de la photographie. Snímky jeho podvodních fotografií byly uvedeny na výstavě Universelle v Paříži v roce 1900.
V roce 1904 byl poslán do Hanoje, aby prozkoumal vylepšení rýže a kultury perel. V roce 1908 se vrátil do Francie. V roce 1910 byl jmenován profesorem zoologie a fyziologie zvířat na univerzitě v Bordeaux. V letech 1914 a 1916 pracoval Boutan a jeho bratr na potápěčském obleku pro francouzskou armádu. Po válce zahájil výzkum umělé výroby perel a stal se tak jedním z prvních, který tento subjekt zkoumal. V roce 1921 byl jmenován ředitelem stanice Biologique d'Arcachon. V roce 1924 byl jmenován předsedou všeobecné zoologie na fakultě věd na univerzitě v Alžíru ; byl také jmenován ředitelem stanice d'Aquaculture et de Pêches de Castiglione a inspektorem pro alžírský rybolov.
V roce 1929 odešel do Alžírska do Tigzirt. Zemřel tam 6. dubna 1934 ve věku 75 let.
V roce 2010 byl Boutan jmenován do International Scuba Diving Hall of Fame jako jeden z prvních průkopníků.